# Карлос Роберто Флорес
Карлос Роберто Флорес Факуссе (10 березня 1950 , Тегусігальпа ) — гондураський політичний діяч, бізнесмен, президент країни у 1998–2002 роках.

## Життєпис
Народився 10 березня 1950. Був сином гондураського журналіста Оскара Флореса Міденсе й Маргарити Факуссе де Флорес. Навчався у США. Там познайомився зі своєю майбутньою дружиною. Після повернення на батьківщину зайнявся бізнесом. Невдовзі вступив до лав Ліберальної партії. 1994 року очолив Національний конгрес. 1997 був кандидатом на посаду Президента та переміг кандидата від Національної партії.

### Президентство
За часів його президентства Гондурас постраждав від урагану Мітч, який забрав життя багатьох людей і завдав збитків економіці країни. Гондурасу була надана міжнародна допомога.